# Bulbophyllum gjellerupii
Bulbophyllum gjellerupii là một loài phong lan thuộc chi Bulbophyllum.